# Mandasa
Mandasa (teluga: మందస) är en ort i Indien.   Den ligger i distriktet Srīkākulam och delstaten Andhra Pradesh, i den sydöstra delen av landet, 1 300 km sydost om huvudstaden New Delhi. Mandasa ligger 44 meter över havet och antalet invånare är 9 287.
Terrängen runt Mandasa är platt åt sydost, men åt nordväst är den kuperad. Terrängen runt Mandasa sluttar österut. Runt Mandasa är det tätbefolkat, med 343 invånare per kvadratkilometer. Närmaste större samhälle är Palāsa, 12,0 km sydväst om Mandasa. Omgivningarna runt Mandasa är en mosaik av jordbruksmark och naturlig växtlighet.